# بطولة ممفيس المفتوحة للتنس
بطولة ممفيس المفتوحة للتنس (بالإنجليزية: Memphis Open)‏ أو بطولة الولايات المتحدة الوطنية داخل الصالات هي بطولة تُقام على الأراضي الصلبة داخل الصالات في مدينة ممفيس في الولايات المتحدة، وذلك في شهر فبراير من كل عام. وتندرج تحت قائمة بطولات رابطة محترفي كرة المضرب ال250 نقطة.
سُميت بعدة أسماء مُختلفة بالسابق منها: منطقة مورغان كيغان، بطولة سانت كروجر، بطولة جود لو، وبطولة فولفو.